# 授者 (电影)
是一部2014年美国科幻电影，由菲利普·诺伊斯执导，迈克尔·米特尼克和罗伯特·B编剧，改编自1993年由洛伊丝·洛利创作的同名小说。

## 剧情
“廢墟”大災過後，社會被重組為一系列的社區，過去的所有記憶由“記憶傳承人”掌管。由於“記憶傳承人”是社區中唯一一個有過去記憶的人，首席長老和其他長老在為社區作決定時必須與記憶傳承人商量。12歲男孩喬納斯和其他人一樣，都在為將要分配给自己的工作而擔心。他有兩位摯友：亞瑟和菲歐娜。
畢業典禮當天，每個人都被分配職業。喬納斯沒有被分配職業而直接跳過這一儀式。取而代之，喬納斯將成為下一任記憶傳承人，逐步從過去的傳承人“記憶傳授人”那接受記憶。成為傳承人的喬納斯知曉了傳授人的過去和他的女兒羅斯瑪麗。她是在喬納斯之前的“記憶傳承人”，由於過去的記憶讓她心煩意亂，她自己提出了“解放（Release）”的要求。人們認為“解放”的本質是神秘的（但觀眾們知道她是因被注射毒針而死）。喬納斯開始把他的發現教授給好友菲歐娜，決定與她交流情緒的概念。菲歐娜未能完全理解情緒的想法，不能表達自己的感受。接著，喬納斯親吻了菲歐娜，這個舉動在社區看來是過時但新鮮的，是喬納斯透過記憶學會的行為。
喬納斯與父親帶回家的寶寶佳比分享了他的記憶，並和他發展出了親密的關係。佳比的手腕上有著與喬納斯一樣的印記，那是潛在的記憶傳承人的標誌。喬納斯決定讓每個人擁有過去的記憶，最終記憶傳授人和喬納斯決定用唯一的方法幫助社區——前往被人們稱為“他方”（Elsewhere），一個通往過去的邊境，好將記憶放回社區每一個人的身上。喬納斯在宵禁時段偷跑，決定帶走因身子虛弱即將被“解放”而被留在養育中心的佳比。亞瑟試圖阻止喬納斯離開社區，但喬納斯一拳把他打昏了過去，獨自騎自行車前往養育中心。喬納斯告訴菲歐娜他的計劃，希望她能跟自己一起走，但她拒絕了，轉而幫助他帶回佳比。喬納斯離開前，她親吻了他，隨後幫助他逃跑。
與此同時，喬納斯的母親和亞瑟告訴首席長老喬納斯失蹤的消息。警衛被派去逮捕喬納斯，因首席長老認為他的舉止很危險，但喬納斯搶走了警衛的一輛摩托車，自傳授人家的懸崖進入“他方”。首席長老讓亞瑟以無人機搜尋喬納斯並殺掉他。但當亞瑟發現喬納斯跌跌撞撞穿過樹林時，用無人機抓住了他。喬納斯懇求亞瑟，如果他還關心他的話就放他走。亞瑟把他扔進河裡，放他離開。喬納斯跌跌撞撞地穿越“他方”，同時菲歐娜因幫助喬納斯而即將要被“解放”。就在她快要被喬納斯的父親解放時，傳授人走進來，用他女兒羅斯瑪麗的記憶拖住了首席長老，嘗試喚醒首席長老，但沒能成功。喬納斯的母親開始流淚，她感受到了愛。最終，喬納斯發現了他曾在傳授人的記憶中騎過的雪橇，於是駕駛雪橇前往“他方”的邊界，將記憶和色彩釋放回社區，並讓喬納斯的父親意識到自己所做的事，從而救回菲歐娜。喬納斯和佳比回到記憶中的房子，屋子裡的人們正在唱著聖誕頌歌，喬納斯以為他聽見了音樂，也可能是回音，但他知道，“家”的概念已经回归了，这就够了。

## 演员
- 杰夫·布里吉斯 飾 傳承人 (The Giver)
- 梅莉·史翠普 飾 首席長老 (Chief Elder)
- 布蘭頓·思懷茲 飾 喬納斯 (Jonas)
- 凯蒂·赫尔姆斯 飾 喬納斯母 (Mother)
- 亚历山大·斯卡斯加德 饰 喬納斯父（Father）
- 歐德雅·羅許饰 菲歐娜 (Fiona)
- 卡梅隆·莫纳汉 饰 亚瑟 (Asher)
- 泰勒·斯威夫特 饰 蘿絲玛丽 (Rosemary)
- 愛瑪·特蘭姆雷饰 莉莉 (Lilly)

## 制作

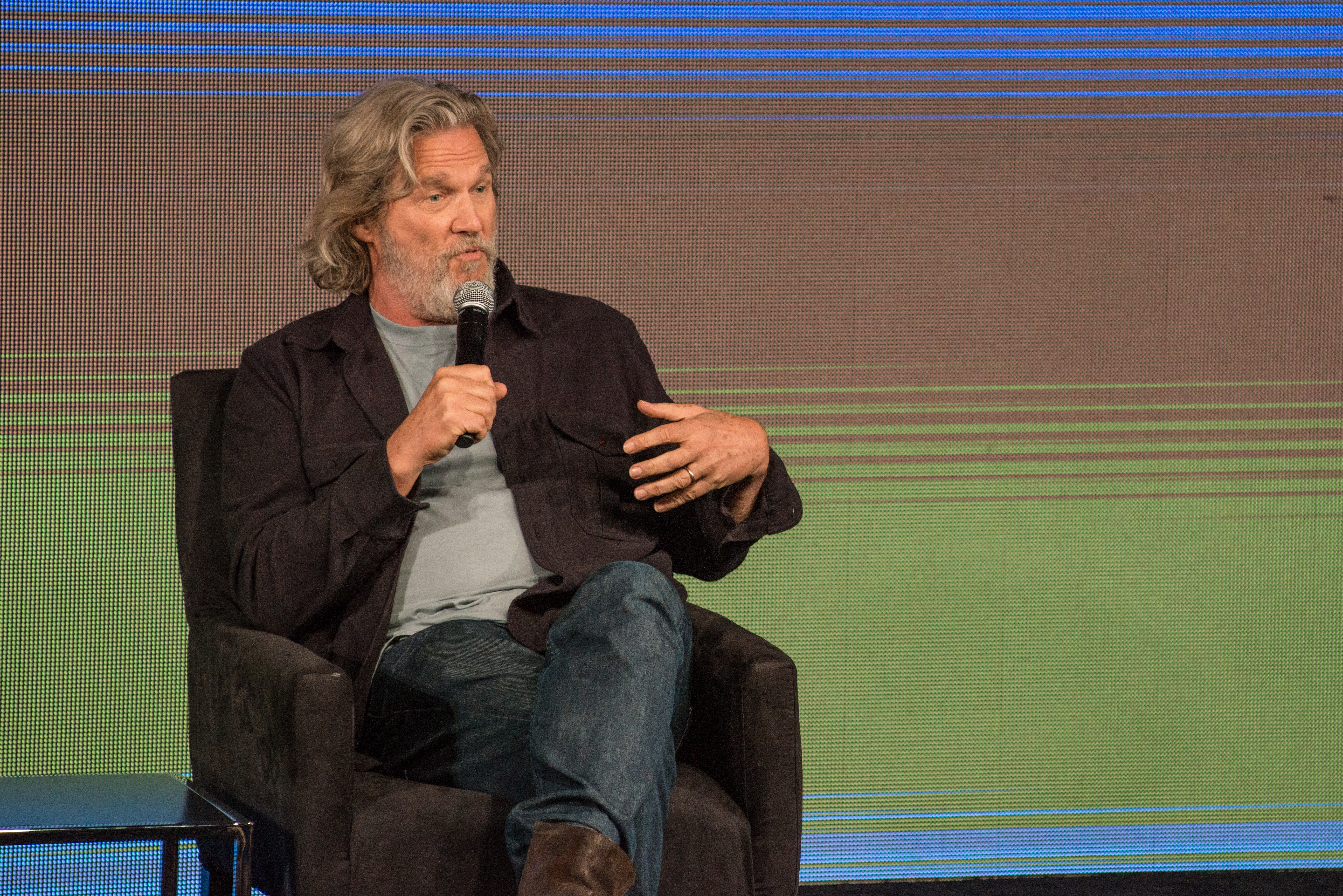
杰夫·布里吉斯为电影作宣传

杰夫·布里吉斯一直想为这部未来主义小说拍一部电影，但因改编权于2007年被华纳兄弟买下而遇到障碍，最终，华纳兄弟把权利给了韦恩斯坦电影公司和华登媒体公司。布里吉斯的实际想法是让父亲劳埃德·布里吉斯出演《記憶傳承人：極樂謊言》。
主体摄影于2013年10月7日在南非开普敦和约翰内斯堡开机。梅丽尔·斯特里普在英格兰的取景地有戏份，同时他还在当地参演了罗伯·马歇尔的电影《魔法黑森林》，两个月后继续参与电影在开普敦小镇帕尔（Paarl）的拍摄。电影于2014年2月13日在犹他州杀青。

## 配乐
电影的配乐由马尔科·贝尔特拉米作曲。片尾曲《平凡的人类》（Ordinary Human）由共和世代演唱。影片还使用了托蕾·凯莉的《安静》（Silent）。原声带于2014年8月5日由环球唱片公司发行。

## 发行
影片首支官方預告片於2014年3月19日公布。2014年4月11日，電影劇照曝光。6月4日，第二支預告片發布。
2014年7月11日，韦恩斯坦电影公司和华登媒体公司宣布联手Fathom Events向全美超过250家影院流媒体直播红地毯首映礼，首映礼将于正式上映前四天的8月11日举行，由纽约齐格菲尔德剧院（Ziegfeld Theatre）举办。

### 票房表现
电影上映首日票房470万美元。上映首周末，影片以1230万美元的成绩位列票房榜第五位。
截至2014年12月11日，影片在北美地区和海外分别获得45090374美元和21890082美元的票房，全球票房合共66980456美元。电影尽管评价很差，但相较于约2500万美元的制作预算，在票房成绩上获得了小成功。
影片于2014年8月29日在台湾上映，首周票房442万新台币，位列票房榜第三位，紧随《超体》和《等一个人咖啡》之后。次周周末票房共239万新台币。
影片于2014年10月16日在香港上映，首周票房233万港币，位列票房榜第三位，紧随《警察游戏》和《消失的爱人》之后。

### 专业评价
自上映之日起，影片获得影评人褒贬不一的评价。烂番茄基于145条评论，给予影片36%的“新鲜度”，评级得分5.3分（满分10分）。网站共识写道：“菲利普·诺伊斯执导的《赐予者》有着视觉上的典雅，但电影并未深挖这部经典素材那发人深省的主旨。”Metacritic基于33条评论给影片打出47分（满分100分），即“好坏参半”。
理查德·鲁佩尔（Richard Roeper）给影片打出“C”级，指出“小说的魔幻成分在转换中遗失”，但这部电影的主题是对的。

### 其他评价
片中出现经典六四事件坦克人画面，被认为是在中国大陆未过审原因之一。
有网友认为该片以西方民主为主流价值，以此作为快乐与否的标准，与原作相比差了不少。且有部分镜头语言让人搞不懂。